# Драунгснес
Драунгснес (исл. Drangsnes; исландское произношение: [ˈtrauŋksˌnɛːs]) — небольшая деревня на северо-западе Исландии в регионе Вестфирдир.

## Этимология названия
Буквально с исландского Драунгснес (drangur + nes) означает "мыс кекура", то есть мыс с отдельно стоящей столбообразной скалой. Это название поселение получило из-за того, что рядом берегу расположен базальтовый столб-кекур. По народным легендам, этом каменный столб представляет собой окаменевшую троллиху, которая пытались вместе со своими двумя подругами отделить полуостров Вестфирдир от остальной Исландии, но, застигнутая восходящим солнцем, окаменела..

## Характеристика
Драунгснес расположен на северо-восточном берегу Стейнгримс-фьорда возле горы Байярфедль (344 м). У побережья к юго-востоку от Драунгснес, через пролив Гримсейярсюнд, находится небольшой скалистый остров Гримсей, на котором находится маяк, построенный в 1949 году.
Деревня является административным центром общины Кальдрананесхреппюр и насчитывает всего 72 жителя (1 января 2021 года).
Поселение существует как минимум с XIII века, но только в начале XX века, в связи с развитием рыболовства, Драунгснес получил статус населенного пункта. В нем отрылась школа, появилось почтовое отделение и телефонная станция. Позднее, когда с истощением рыбных запасов ловля стала сокращаться, поселение пришло в упадок.
В Драунгснес есть морской причал и небольшой рыбозасолочный завод, поэтому рыболовство и рыбопереработка до сих пор являются основным источником дохода для местных жителей. 
В 1996 году во время бурения в центре деревни был обнаружен геотермальный источник, что дало возможность организовать центральное отопление во всех домах и организовать на берегу моря под деревней небольшие купальни. Летом 2005 года в деревне открылся бассейн под открытым небом, с джакузи и парной. В Драунгснес работает отель, есть небольшой магазин-кафе и бассейн.
Осенью 2005 года в деревне были раскопаны остатки китобойной станции басков XVII века.
Ежегодно с 1996 года проводится деревенский фестиваль Bryggjuhátíð (рус. Праздник пристани), который привлекает привлекает большое количество людей.

## Население
Источник: Mannfjöldi eftir kyni, aldri og sveitarfélögum 1998-2021 (исл.). hagstofa.is. Reykjavík: Hagstofa Íslands [Статистическая служба Исландии]. Дата обращения: 18 октября 2021.

## Галерея

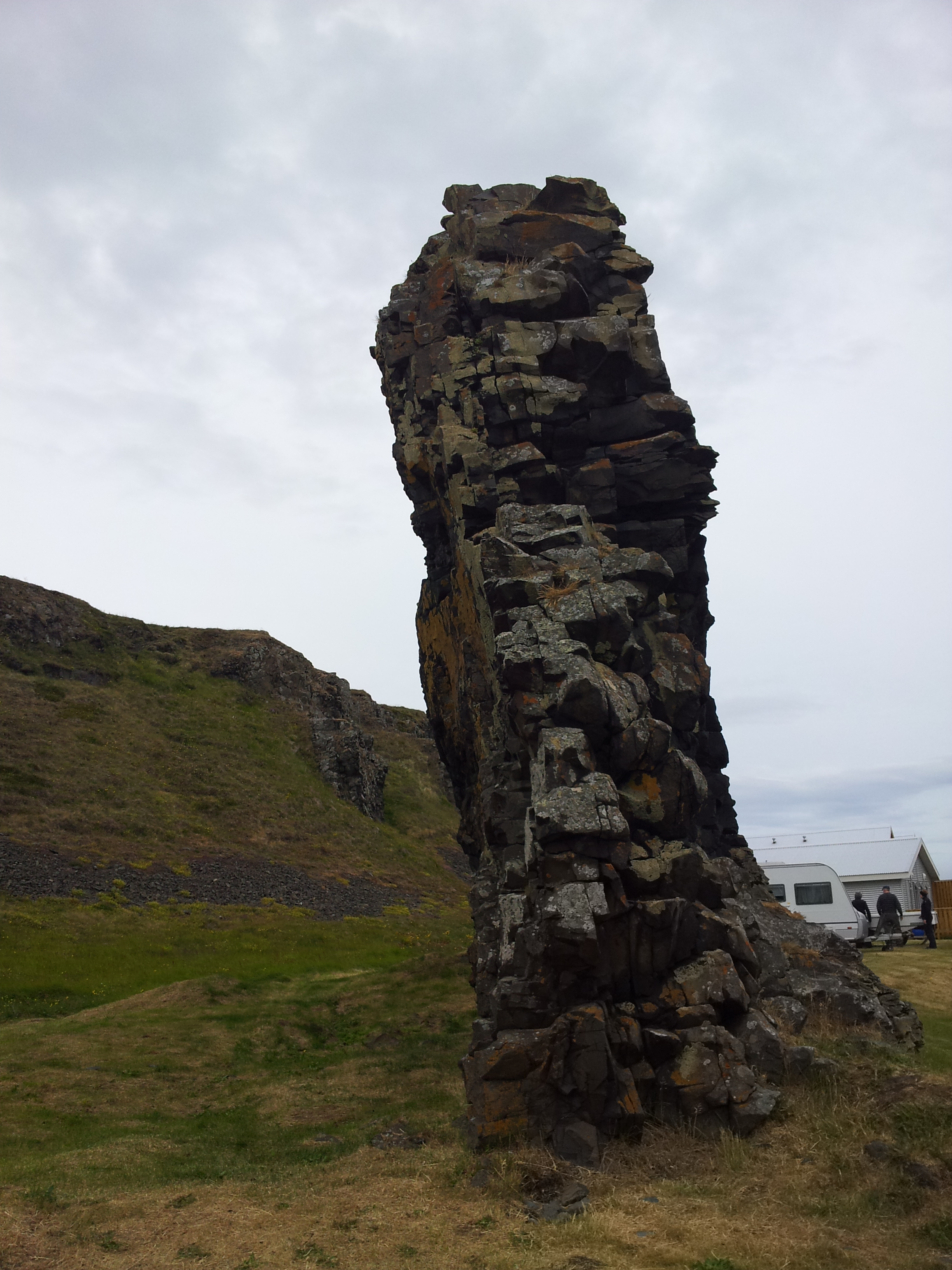
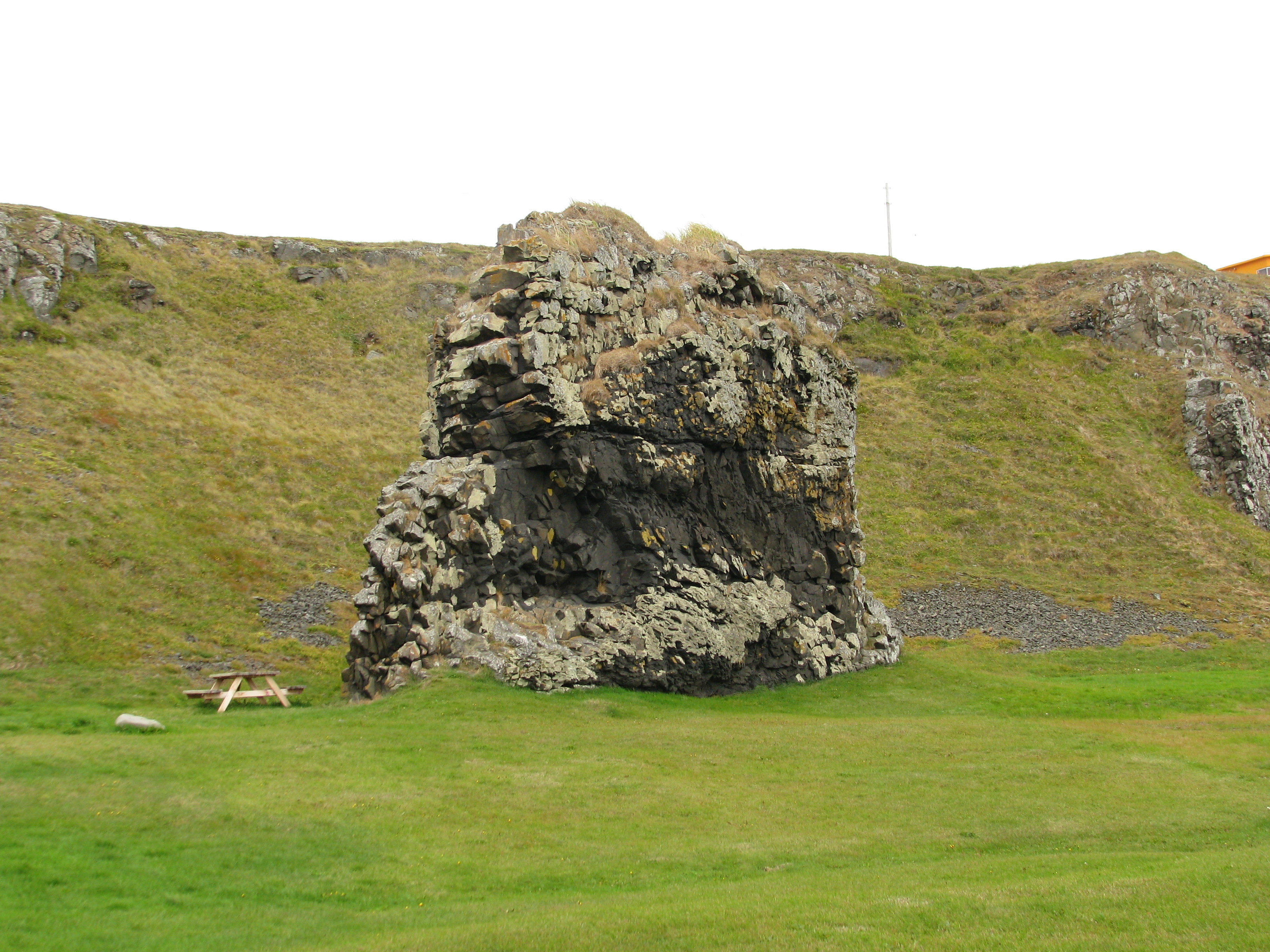
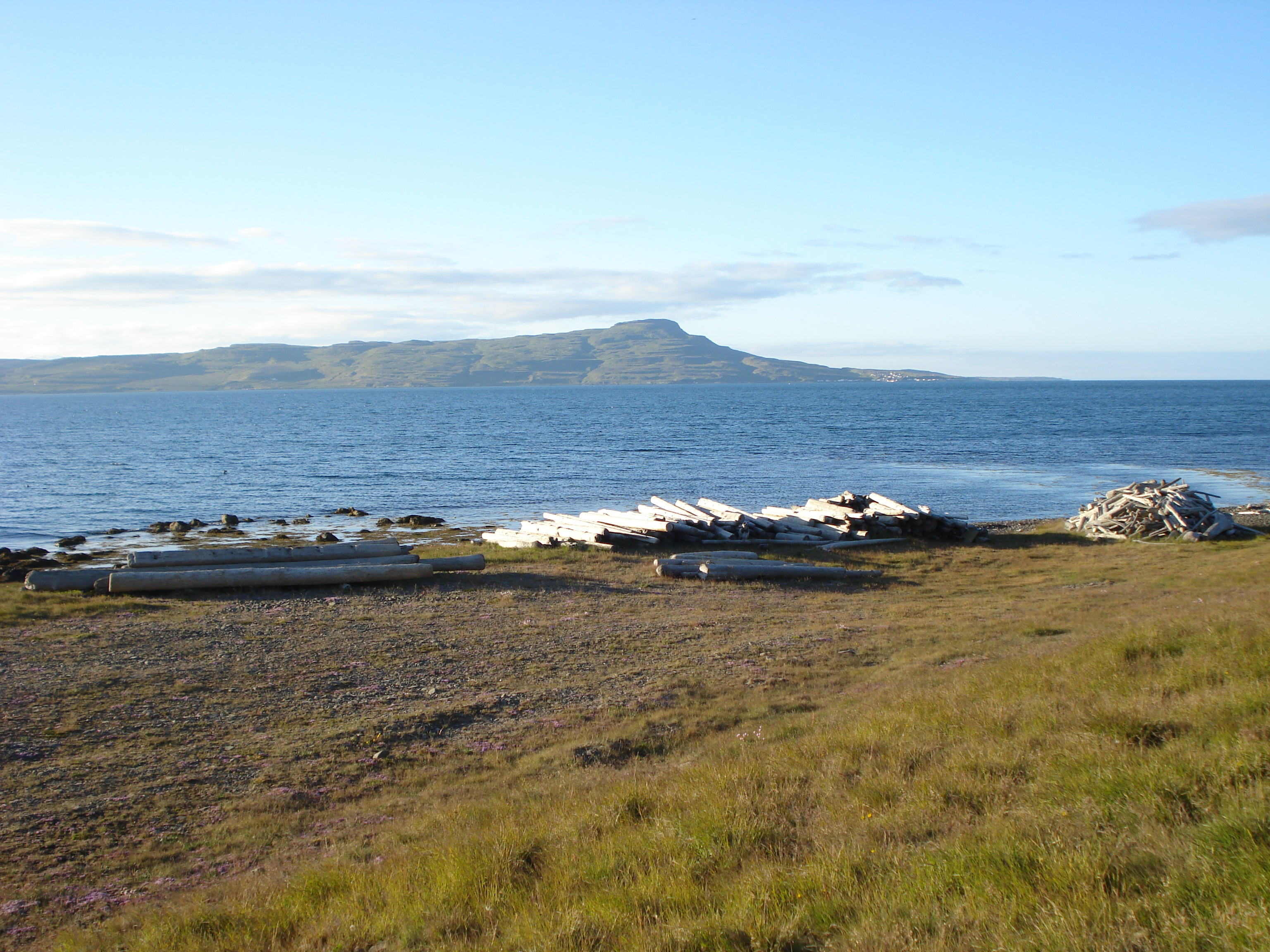
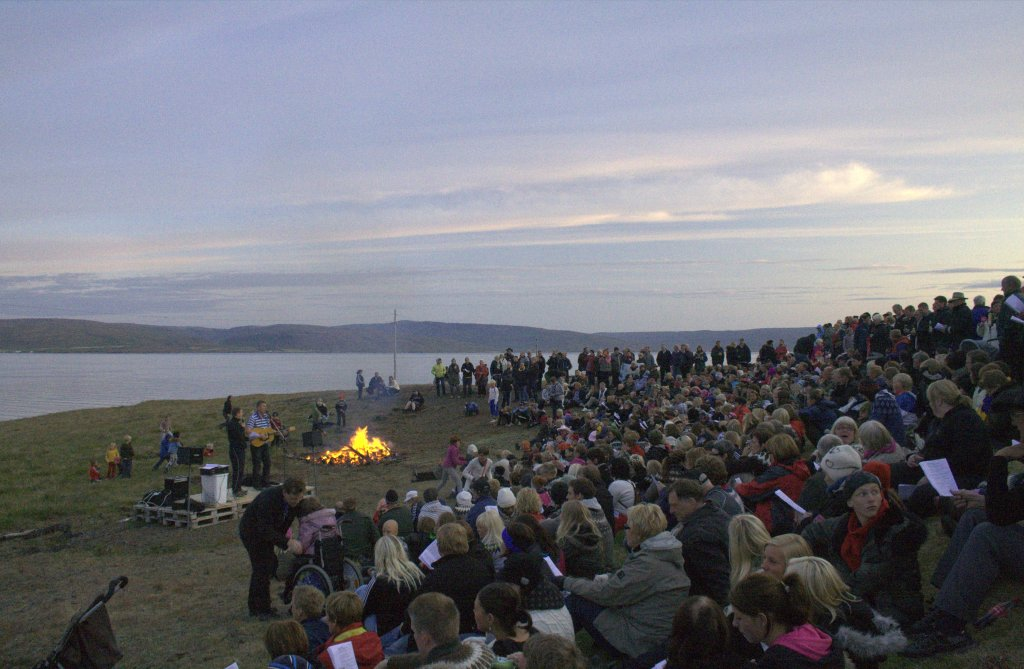
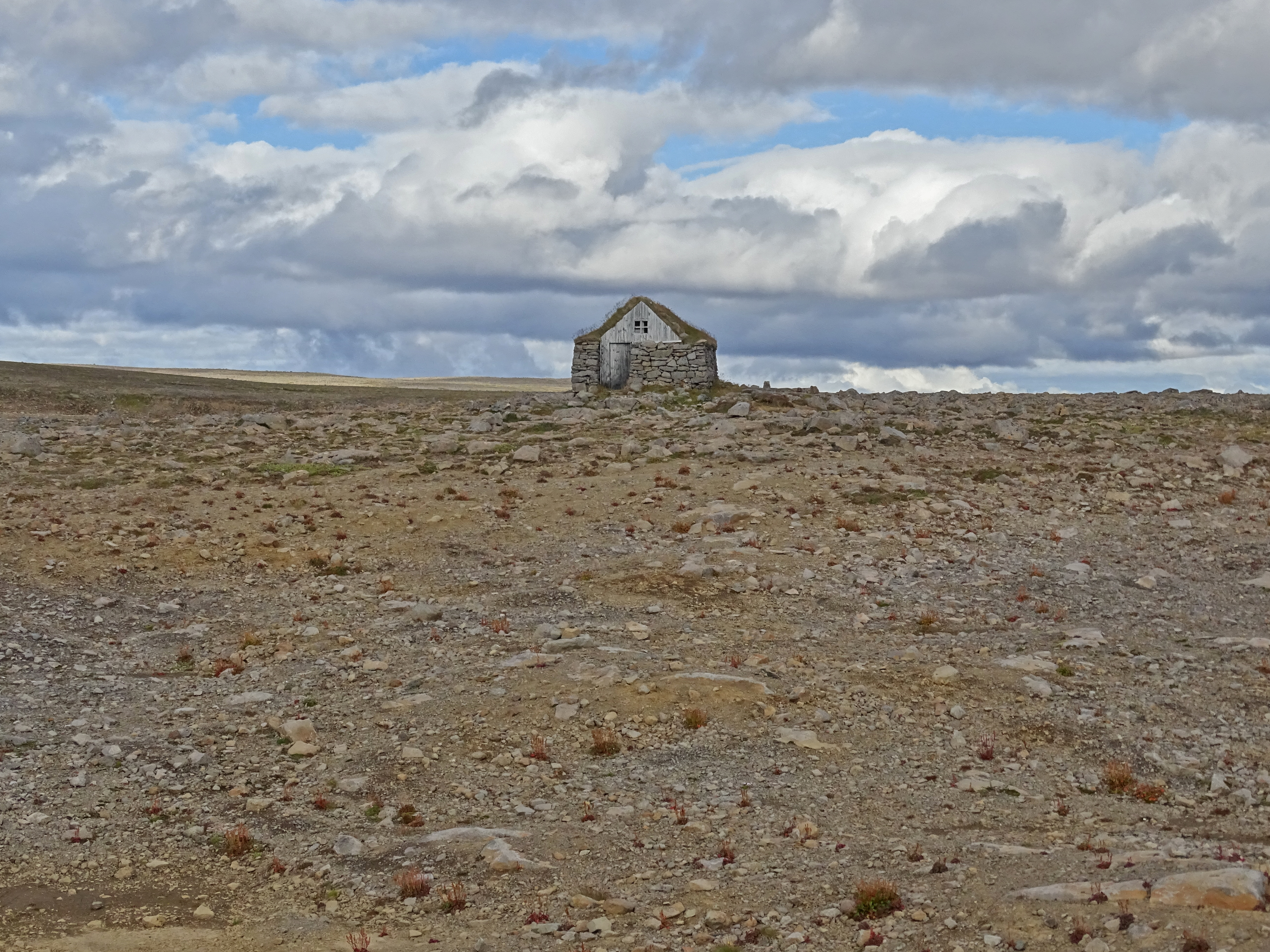
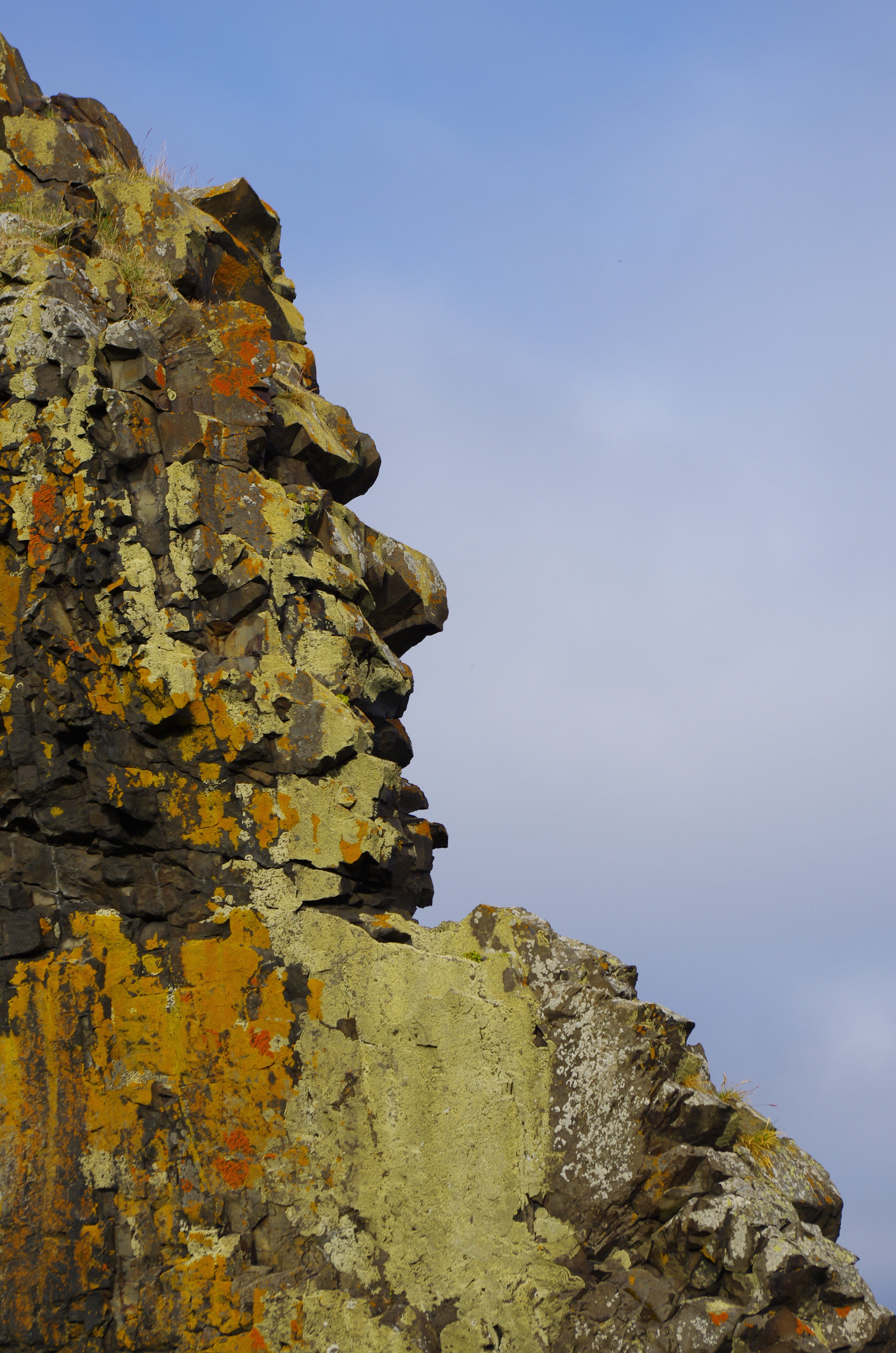